# Polaris Office
Polaris Office ist eine mobile-Office-Lösung des koreanischen Softwareherstellers Infraware. Mit Polaris Office können typische Office-Dateien aus Textverarbeitungen, Tabellenkalkulationen und Präsentationsprogramme des PCs (Windows oder Mac OS) auf dem Smartphone oder auf dem Tablet-Computer betrachtet und bearbeitet werden. Es ist zum Beispiel möglich, Word-Dokumente zu erstellen oder Excel zu benutzen.
Vorinstalliert ist es seit 2011 auf den Oberklassegeräten der Hersteller LG (LG P990 Optimus), Samsung (Samsung Galaxy S II I9100, den Galaxy-Tabs, Samsung Galaxy Note und Samsung GT-S8600 Wave 3), Asus (Asus Eee Pad Transformer TF 101), (Asus Transformer Prime TF 201) und Asus Eee Pad Slider sowie HTC (HTC Sensation und HTC Incredible S).
Polaris Office arbeitet vor allem mit dem mobilen Android zusammen, es unterstützt aber auch andere Plattformen wie etwa bada und Microsoft Windows Mobile.